# Todd McCarthy
Todd McCarthy (nascut el 16 de febrer de 1950) és un crític i autor de cinema estatunidenc. Va escriure per a Variety durant 31 anys com a crític de cinema en cap fins al 2010. L'octubre d'aquell any, es va incorporar a The Hollywood Reporter, on posteriorment va exercir com a crític de cinema en cap fins al 2020. Posteriorment, McCarthy va començar a escriure regularment per a Deadline Hollywood el 2020.

## Primers anys
Todd McCarthy va néixer a Evanston (Illinois), fill de Daniel i Barbara McCarthy. La seva mare era violoncel·lista i va exercir com a presidenta de l'Evanston Symphony Orchestra. El seu pare era ramader i promotor immobiliari. McCarthy es va graduar a l'Evanston Township High School (ETHS) el 1968 i a la Universitat Stanford el 1972. Mentre estava a l’ETHS, va fer una pel·lícula muda i sense arguments en Super 8 titulada Mimi després àlies de la seva destacada companya de classe que més tard es coneixeria com a Claudia Jennings. A la universitat, McCarthy va ser contractat com a crític a l'oficina del diari del campus. La seva primera crítica va ser positiva per a la pel·lícula franco-italiana Belle de jour (1967). La va escriure als 18 anys.

## Carrera
McCarthy va editar Kings of Bs: Working Within the Hollywood System amb Charles Flynn, un llibre que parla dels grans cineastes de les pel·lícules B, que es va publicar el 1975. Es va traslladar a Los Angeles i de 1974 a 1975, va treballar per a Paramount Pictures com a assistent d'Elaine May. La va ajudar a editar Mikey and Nicky (1976). De 1975 a 1977, McCarthy va treballar per a New World Pictures a Los Angeles com a director de publicitat i publicitat. També es va unir a The Hollywood Reporter com a crític de cinema el 1975, però va ser acomiadat un any després. McCarthy va ser més tard el gerent de l'edició en anglès de Le Film français el 1977. L'any següent, va aconseguir una feina com a editor de Hollywood per a Film Comment.
McCarthy es va unir a Daily Variety el 1979 i va treballar com a periodista i crític de cinema fins al 1989. El 1990, McCarthy va escriure el documental per PBS Preston Sturges: The Rise and Fall of an American Dreamer amb el que va guanyar un Premi Emmy. Va dirigir quatre documentals sobre cinema: Visions of Light (1992), Claudia Jennings (1995), Forever Hollywood (1999), i Man of Cinema: Pierre Rissient (2007). Visions of Light fou nominat com a millor documental de l’any per la National Society of Film Critics i el New York Film Critics Circle. Forever Hollywood ha estat exhibida al Grauman's Egyptian Theatre durant més d’una dècada.
El 1991 es va unir a Variety com a redactor de ressenyes cinematogràfiques de Variety i Daily Variety. Va escriure sobre el productor/director Howard Hawks al seu llibre Howard Hawks: The Grey Fox of Hollywood, que va ser publicat el 2000. In 2007 he wrote Fast Women: The Legendary Ladies of Racing. McCarthy també va escriure Des Ovnis, des Monstres et du Sexe: Le Cinéma Selon Roger Corman (2011).
McCarthy va perdre la seva feina a Variety el març de 2010, havent estat el membre que portava més anys del seu personal. McCarthy va començar a escriure per a IndieWire  després de deixar Variety. Va ser tornat a contractar per The Hollywood Reporter l'octubre de 2010 com a crític de cinema en cap de Janice Min. Va escriure la introducció a l'edició de 2013 del llibre del director de fotografia John Alton Painting with Light. McCarthy va perdre el seu treball a The Hollywood Reporter l’abril de 2020.Posteriorment, McCarthy va començar a escriure regularment per a Deadline Hollywood més tard 2020.

## Vida personal
Als 43 anys, McCarthy es va casar amb la documentalista Sasha Alpert el 4 de juliol de 1993, al ranxo de la seva família a Pagosa Springs (Colorado).